# Даре
Даре (італ. Darè) — колишній муніципалітет в Італії, у регіоні Трентіно-Альто-Адідже,  провінція Тренто. З 1 січня 2016 року Даре є частиною новоствореного муніципалітету Порте-ді-Рендена.
Даре розташоване на відстані близько 490 км на північ від Рима, 31 км на захід від Тренто.
Населення — 268 осіб (2014).

## Демографія
Населення за роками:

Станом на 31 грудня 2014 року в муніципалітеті офіційно проживало 39 іноземців з 6 країн, серед них 2 громадяни країн Євросоюзу та 4 громадяни України.

## Сусідні муніципалітети
- Монтаньє
- Віго-Рендена
- Вілла-Рендена